# Isola Paulet

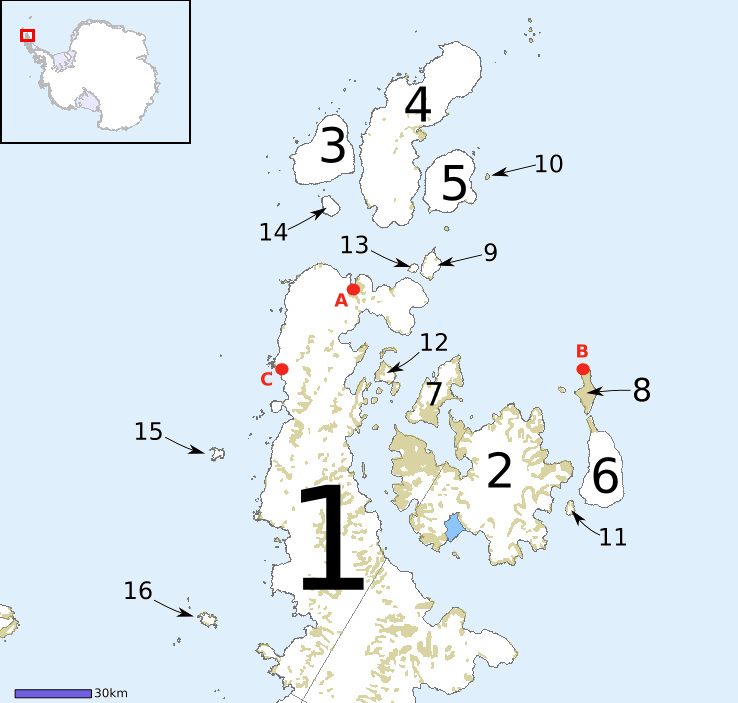
Mappa della terra Graham che mostra l'isola Paulet (10)

L'isola Paulet  (in inglese Paulet  Island) è un'isola antartica facente parte della terra Graham (penisola Antartica).

## Descrizione
Localizzata ad una latitudine di 63° 35' sud e ad una longitudine di 55°46' ovest, l'isola è di origine vulcanica, da cui una forma circolare, con un diametro approssimativo di un chilometro. Scoperta durante la spedizione britannica del 1839-1843 al comando di James Clark Ross è stata intitolata a Lord George Paulet, capitano della Royal Navy.
L'isola è composta geologicamente da diversi strati di lava e cenere sovrapposti che terminano con un cono vulcanico ed un piccolo cratere alla sommità. Il calore geotermico (che fa pensare che il vulcano sia stato attivo negli ultimi 1 000 anni) riesce a mantenere parte dell'isola libera dal ghiaccio che può così accogliere una colonia di oltre 200 000 pinguini di Adelia ed essere popolare meta di turisti antartici.
L'isola è famosa anche per aver ospitato i naufraghi della spedizione Nordenskjöld-Larsen (incluso il capitano Carl Larsen) prima di essere tratti in salvo dalla corvetta argentina Uruguay.